# Akacjusz z Beroe
Akacjusz z Beroe (ur. ≈332) – syryjski pisarz wczesnochrześcijański.
Jako młodzieniec poświęcił się życiu monastycznemu. W 378 został biskupem Beroe (Aleppo) w Syrii. Uczestniczył w pracach Soboru Konstantynopolitańskiego w 381 roku. Zacięty przeciwnik Jana Chryzostoma. Wraz z trzema innymi biskupami sądził Jana Chryzostoma na synodzie "Pod Dębem". Nie uczestniczył w Soborze Efeskim w 431 roku, ale prawdopodobnie wywarł wpływ na kształt tzw. Symbolu Zjednoczenia z 433 roku. Wkrótce potem zmarł.
Zachowało się jedynie 6 Listów Akacjusza z Beroe.